# 386 a.C.

## Eventos
- Marco Fúrio Camilo, pela quarta vez, Lúcio Horácio Púlvilo, Sérvio Cornélio Maluginense, Quinto Servílio Fidenato, pela sexta vez, Lúcio Quíncio Cincinato Capitolino e Públio Valério Potito Publícola, tribunos consulares em Roma.